# Дженни (повесть)
«Дже́нни» (англ. Jennie, в США издавалась под названием англ. The Abandoned, «Покинутый» или «Покинутые») — повесть (роман) американского писателя Пола Гэллико о мальчике, превратившемся в кота и познакомившемся с полной опасностей кошачьей жизнью. Опубликована в 1950 году. Автор посвятил повесть корабельном коту Саймону, умершему в 1949 году.
На русском языке опубликована в журнале «Наука и жизнь» в 1980 году (№ 1—3) в сокращённом пересказе Натальи Трауберг, с тех пор неоднократно переиздавалась.

## Сюжет
Восьмилетний мальчик Питер Браун живёт в Лондоне, проводя почти всё время со своей няней-шотландкой (англ. Scotch Nanny): папы-военного обычно не бывает дома, а маме, чтобы не так сильно скучать по папе, надо постоянно ходить в гости. Питер очень любит соседских кошек, но о том, чтобы завести кошку дома, мама не хочет и слышать. Однажды, переходя дорогу, Питер видит на другой стороне кошку в парке и бросается ей навстречу. Его сбивает машина.
Придя в себя, Питер понимает, что превратился в белого кота. Няня, которая не любит кошек, выгоняет его. Он бродит по городу, пока не знакомится с кошкой по имени Дженни Макмурр (англ. Jennie Baldrin), чьи предки по отцовской линии — шотландцы из Глазго, а по материнской происходят из Абиссинии. Дженни становится наставницей Питера и начинает учить Питера тому, как должна вести себя кошка. Они посещают старика-сторожа Билли Гримза, который просит кошек остаться жить у него, но Дженни убегает, потому что не может простить измены своей предыдущей хозяйке — несколько лет назад хозяева оставили Дженни в пустом доме и уехали, с тех пор она не доверяет людям. Дженни предлагает Питеру поехать в Глазго, чтобы разыскать её родственников. Кошки пробираются на судно «Гряфиня Гринок» и совершают путешествие в Глазго, ловя по дороге мышей и крыс. В какой-то момент, когда Дженни падает за борт, Питер прыгает за ней, и их обоих спасают моряки, впечатлённые героизмом обычного кота.
В Глазго кошкам не везёт: родственников Дженни найти не удаётся, на кошек нападают огромные собаки, из-за чего они забираются на мост, откуда потом не могут слезть. Когда кошек снимают верхолазы, Дженни предлагает вернуться в Лондон к мистеру Гримзу. Однако, совершив путешествие обратно, кошки узнают, что Гримз умер, не дождавшись их. Тогда Питер предлагает Дженни показать ей его родных. Добравшись до Кэвендиш-сквер, Питер видит лишь заколоченный и оставленный дом. Зато Дженни внезапно находит свою прежнюю хозяйку — оказалось, что она в своё время не могла забрать Дженни, потому что попала в больницу. Дженни остаётся с хозяйкой, но затем возвращается к Питеру, чтобы быть с ним. Питер на несколько дней увлекается необычной сиамской кошкой, которая затем бросает его. Дженни пропала, и Питеру не сразу удаётся найти её. Затем Дженни сообщает, что её скоро позовёт с собой свирепый кот Демпси, и она не сможет отказать. Питер решает сразиться с Демпси и, несмотря не превосходство последнего, выигрывает схватку, хотя позже сам умирает от ран возле Дженни…
В это время Питер-мальчик приходит в себя в больнице, над ним склоняются мама и папа, а няня приносит ему маленького котёнка. Питер сначала не хочет возвращаться в человеческий мир, но постепенно забывает о Дженни и начинает заботиться о котёнке, помня о тех страхах и бедах, которые сам он пережил, пока был котом.

## Отзывы
Элла Берту и Сьюзен Элдеркин включают повесть «Дженни» вместе с книгой «Джеймс и чудо-персик» в раздел своей книги, посвящённый жестокому обращению с животными. Авторы пишут, что эта книга «о том, что животные способны чувствовать так же, как и мы», что «жизнь самого крохотного создания не менее ценна, чем человеческая»: «Вряд ли ваш ребёнок сможет когда-нибудь пнуть или дёрнуть за хвост котёнка, буквально побывав в его шкуре». Ольга Бухина называет основной темой повести «одиночество сироты»: кошка и мальчик, превратившийся в кошку, «замкнуты в своём одиночестве», «оба они — фактические сироты», но вместе они «научились помогать друг другу».
Геймдизайнер Хидэо Кодзима включил раздел о повести в свою книгу «Гены гения», признаваясь, что «Дженни» повлияла не только на его взгляд на женщин, но и на его творческую деятельность. Так, персонаж Босс в созданной Кодзимой игре Metal Gear Solid 3, вероятно, был создан под влиянием этой книги. Кодзима пишет о том, что «Дженни» «подарит вам стойкое ощущение, что вы сами стали кошкой и теперь понимаете язык этих животных», а во второй половине «читатель, полностью перенявший кошачьи повадки, уже не понимает, где животное, а где человек, и начинает испытывать особые чувства к Дженни».
В отзывах на книгу отмечалось, что имя жестокого кота-бойца Демпси, с которым сражается главный герой, соответствует имени известного американского боксёра Джека Демпси, с которым сам Гэллико на заре своей журналистской карьеры встречался на ринге.